# جائزة إيسبي لأفضل رياضي من ذوي الإعاقة
جائزة ESPY لأفضل رياضي من ذوي الإعاقة (وتسمى أحيانًا جائزة ESPY لأفضل رياضي من ذوي الإعاقة) هي جائزة سنوية تكرم إنجازات رياضي من عالم الرياضات الخاصة بالمعاقين. قُدمت لأول مرة كجزء من جوائز ESPY في طبعة عام 2002 كجزء من الذكرى السنوية العاشرة لتأسيسها صُمم كأس جائزة ESPY لأفضل رياضي من ذوي الإعاقة، من قبل النحات لورانس نوولان، وقُدم إلى الرياضي المعاق الذي حُكم عليه بأنه الأفضل في حفل توزيع جوائز ESPY السنوي في لوس أنجلوس. بالنسبة لحفل توزيع الجوائز لعام 2004، اختير الفائز من خلال التصويت عبر الإنترنت من خلال الخيارات التي اختارتها لجنة الترشيح المختارة في ESPN. قبل ذلك، حُدد الفائزين من قبل لجنة من الخبراء. من خلال نسخة عام 2001 من جوائز ESPY، اجريت احتفالات في فبراير من كل عام لتكريم الإنجازات خلال العام التقويمي السابق؛ تمنح الجوائز المقدمة بعد ذلك في يوليو وتعكس الأداء من يونيو السابق
الفائز الأول بجائزة أفضل رياضي من ذوي الإعاقة التي تقدمها ESPY في نسخة عام 2002 هو متسلق الجبال إريك ويهنماير الذي يعاني من ضعف البصر الكلي وأصبح أول شخص أعمى يصل إلى قمة جبل إيفرست في مايو 2001. وهو واحد من ثلاثة أشخاص فازوا بالجائزة خلال تاريخها الممتد لثلاث سنوات؛ فاز العداء مارلون شيرلي بالجائزة في حفل عام 2003 لكونه أول مبتور الساق في التاريخ يسجل وقتًا أقل من إحدى عشرة ثانية في سباق 100 متر للرجال في دورة الألعاب الصيفية في يوتا، و صوت لكايل ماينارد كفائز بالجائزة في نسخة عام 2004 بسبب مستواه القوي في المصارعة الحرة في المدرسة الثانوية على الرغم من ولادته ببتر خلقي أدى إلى تقصير جميع أطرافه. وقفت جائزة ESPY لأفضل رياضي من ذوي الإعاقة وقُسمت حسب الجنس في عام 2005 لإنشاء جائزة ESPY لأفضل رياضي من ذوي الإعاقة وجائزة ESPY لأفضل رياضية من ذوي الإعاقة. أُعيدت الجائزة في عام 2023.

## الفائزون والمرشحون
| السنة | الصورة                                  | الرياضي          | الجنسية | الرياضة           | المرشحون | المراجع |
| ----- | --------------------------------------- | ---------------- | ------- | ----------------- | --- | ------- |
| 2002  | Erik Weihenmayer on Mt. Sherman in 2016 | Erik Weihenmayer | USA     | تسلق الجبال       | ستيفن بيت ( USA) – كرة رجبي للكراسي المتحركة · Sarah Will ( USA) – التزلج للأشخاص ذوي الإعاقة                                              | [ 12 ]  |
| 2003  | –                                       | Marlon Shirley   | USA     | ألعاب القوى       | بول شولت ( USA) – كرة السلة للكراسي المتحركة · إستر بيرجير ( NED) – كرة المضرب للكراسي المتحركة                                            | [ 12 ]  |
| 2004  | Kyle Maynard in 2012                    | Kyle Maynard     | USA     | المصارعة الحرة    | Cheri Blauwet ( USA) – سباقات الكراسي المتحركة · Travis Mohr ( USA) – السباحة البارالمبية · رون ويليامز ( USA) – ركوب الدراجات البارالمبية | [ 12 ]  |
| 2023  | –                                       | Zach Miller      | USA     | التزلج على الجليد | Erica McKee ( USA) – هوكي الزلاجات · آرون بايك ( USA) – سباقات الكراسي المتحركة · Susannah Scaroni ( USA) – سباقات الكراسي المتحركة        | [ 12 ]  |
| 2024  | –                                       | Brenna Huckaby   | USA     | التزلج على الجليد | Jaydin Blackwell ( USA) – العدو السريع · Ezra Frech ( USA) – ألعاب القوى · أوكسانا ماسترز ( USA) – التزلج الريفي البارالمبي                | [ 12 ]  |

## الملاحظات والمراجع

### ملحوظات
1. ↑  Because of the rescheduling of the ESPY Awards ceremony, the award presented in 2002 was given in consideration of performance betwixt February 2001 and June 2002.[6]

## روابط خارجية
- الموقع الرسمي

قالب:ESPYs